# کریستالینا جورجیوا
کریستالینا جورجیِوا با نام کامل کریستالینا ایوانُوا جورجیِوا-کینُوا (به انگلیسی: Kristalina Ivanova Georgieva-Kinova) (به بلغاری: Кристалина Иванова Георгиева-Кинова) زاده ۱۳ اوت ۱۹۵۳ اقتصاددان اهل بلغارستان و رئیس کنونی صندوق بین‌المللی پول است. او از ژانویه ۲۰۱۷ تا ۱ اکتبر ۲۰۱۹ رئیس بانک جهانی و از ۱ فوریه ۲۰۱۹ تا ۸ آوریل ۲۰۱۹ رئیس موقت گروه بانک جهانی بود. کریستالینا جورجیوا پیش از آن نیز از سال ۲۰۱۴ تا ۲۰۱۶ در سمت معاون رئیس کمیسیون اروپا در کنار ژان کلود یونکر کار کرده است.

## زندگی
کریستالینا جورجیوا زاده شهر صوفیه، پایتخت بلغارستان و از خانواده‌ای از طبقه کارمندان دولتی است. پدربزرگ او «ایوان خاشُوکی» یک انقلابی بلغار و پدر او مهندس عمران بود. کریستالینا در دوره حکومت کمونیستی در بلغارستان، در رشته اقتصاد سیاسی و جامعه‌شناسی مدرک بی‌ای و ام‌ای و در رشته اقتصاد، پی‌اچ‌دی خود را همگی از دانشگاه اقتصاد ملی و جهانی صوفیه تحصیل کرد. سپس با بورس تحصیلی شورای فرهنگی بریتانیا دوره پسادکترای خود را در مدرسه اقتصاد لندن در دانشگاه لندن و در اواخر دهه ۱۹۸۰ (میلادی) در مؤسسه فناوری ماساچوست به تحصیل اقتصاد منابع طبیعی و سیاست زیست‌محیطی پرداخت.
کریستالینا جورجیوا کار حرفه‌ای خود را از سال ۱۹۹۳ (میلادی) در گروه بانک جهانی با تمرکز بر اقتصاد میانه و خاور اروپا آغاز کرد.